# Rampart (Alaska)
Rampart es un lugar designado por el censo ubicado en el Área censal de Yukón–Koyukuk en el estado estadounidense de Alaska. En el Censo de 2010 tenía una población de 24 habitantes y una densidad poblacional de 0,05 personas por km².

## Geografía
Rampart se encuentra en las coordenadas 65°24′31″N 149°59′30″O / 65.40861, -149.99167. Según la Oficina del Censo de los Estados Unidos, Rampart tiene una superficie total de 439.98 km², de la cual 439.98 km² corresponden a tierra firme y (0%) 0 km² es agua.

## Demografía
Según el censo de 2010, había 24 personas residiendo en Rampart. La densidad de población era de 0,05 hab./km². De los 24 habitantes, Rampart estaba compuesto por el 4.17% blancos, el 0% eran afroamericanos, el 95.83% eran amerindios, el 0% eran asiáticos, el 0% eran isleños del Pacífico, el 0% eran de otras razas y el 0% pertenecían a dos o más razas. Del total de la población el 0% eran hispanos o latinos de cualquier raza.